# Alison Henrique Mira
Alison Henrique Mira (nacido el 1 de diciembre de 1995) es un futbolista brasileño que se desempeña como delantero.
Jugó para clubes como el São Caetano, Shonan Bellmare, Atlético Goianiense, Náutico y Mirassol.

## Trayectoria

### Clubes
| Club                | País   | Año  |
| ------------------- | ------ | ---- |
| São Caetano         | Brasil | 2014 |
| Shonan Bellmare     | Japón  | 2015 |
| Atlético Goianiense | Brasil | 2016 |
| Náutico             | Brasil | 2017 |
| Mirassol            | Brasil | 2017 |
| Atlético Goianiense | Brasil | 2017 |
| Mirassol            | Brasil | 2017 |